# Condado de Highlands
O condado de Highlands (em inglês:  Highlands County) é um dos 67 condados do estado americano da Flórida. A sede e cidade mais populosa do condado é Sebring. Foi fundado em 23 de abril de 1921.

## Geografia
De acordo com o United States Census Bureau, o condado possui uma área de 2 865 km², dos quais 2 633 km² estão cobertos por terra e 232 km² por água.

## Demografia
Segundo o censo nacional de 2010, o condado possui uma população de 98 786 habitantes e uma densidade populacional de 37 hab/km². Possui 55 386 residências, que resulta em uma densidade de 21 residências/km².
Das três localidades incorporadas no condado, Sebring é a mais populosa, com 10 491 habitantes, enquanto Avon Park é a mais densamente povoada, com 477,1 hab/km². Lake Placid é a menos populosa, com 2 223 habitantes, ainda que, de 2000 para 2010, a sua população tenha crescido 33%. Apenas uma localidade possui população superior a 10 mil habitantes.